# Laguna Gorgon
La laguna Gorgona o laguna Gorgon es una laguna costera que ocupa el sector este de las tierras bajas centrales de la isla Candelaria del archipiélago Candelaria en las islas Sandwich del Sur. Está asociada geomorfológicamente con la cercana laguna Medusa, ubicada al oeste, luego de la planicie Quimera. Al norte se encuentra el cerro Lucifer y al este la ensenada Kraken.
El nombre fue dado por el Comité de Lugares Antárticos del Reino Unido en 1971, haciendo referencia haciendo referencia a las tres gorgonas de la mitología griega, las cuales una es Medusa, cuyo nombre es dado a la laguna cercana.
La isla nunca fue habitada ni ocupada, y como el resto de las Sandwich del Sur es reclamada por el Reino Unido que la hace parte del territorio británico de ultramar de las Islas Georgias del Sur y Sandwich del Sur, y por la República Argentina, que la hace parte del departamento Islas del Atlántico Sur dentro de la provincia de Tierra del Fuego, Antártida e Islas del Atlántico Sur.